# Pharga
Pharga é um gênero de traça pertencente à família Arctiidae.